# Bruno Zambelli
Bruno Zambelli Salgado (São Paulo, 24 de agosto de 1978) é um político brasileiro filiado ao Partido Liberal (PL).
Nascido na capital paulista, Bruno mudou-se com a família, ainda pequeno, para a cidade de Uberlândia (Minas Gerais), onde passou parte da infância e adolescência.
Fundou, em parceria com a irmã, a atual deputada federal Carla Zambelli., o movimento Nas Ruas.
Nas eleições de 2022, filiado ao Partido Liberal (PL), foi eleito deputado estadual na Assembléia Legislativa do Estado de São Paulo (Alesp) com 235.305 votos (1,01% dos votos válidos), para a legislatura iniciada em 15 de março de 2023. 
| Ano  | Cargo                          | Partido | Votos   | Resultado  | Ref.  |
| ---- | ------------------------------ | ------- | ------- | ---------- | ----- |
| 2020 | Vereador de São Paulo          | PRTB    | 12.302  | Não eleito | [ 4 ] |
| 2022 | Deputado estadual de São Paulo | PL      | 235.305 | Eleito     | [ 5 ] |